# Михаил Скопин-Шујски
Кнез Михаил Скопин-Шујски (1586-1610) био је руски војсковођа из Времена Смутње.

### Каријера
Синовац цара Василија Шујског, истакао се приликом гушења устанка Болотњикова (1606-1607). Током побуне Лажног Димитрија II, у савезу са Швеђанима у више наврата победио побуњеничке војске и принудио их да прекину опсаду Тројице-Сергијеве лавре. Уз помоћ Швеђана разбио опсаду Москве (1608-1610) и допринео распаду Тушинског логора.

### Смрт
Умро је под неразјашњеним околностима 23. априла 1610, непосредно након спасења Москве од узурпатора и Пољака. По гласинама, отровала су га браћа Шујски завидећи му на победама и плашећи се његове популарности у народу.
Након његове смрти, војвода Димитрије Шујски изгубио је битку код Клушина, а Василије Шујски одржао се на власти мање од 3 месеца.